# Герб Перевальського району
Герб Перева́льського району — офіційний символ Перевальського району Луганської області.

## Опис
Герб району являє собою геральдичний щит французької форми, розділений по діагоналі на два поля синього і жовтого кольорів. У жовтому полі розміщено силуети двох териконів. В центральній частині герба знаходяться золотий колосок пшениці та півень. В нижній частині розміщено напис «ПЕРЕВАЛЬСЬКИЙ РАЙОН».

## Символіка
- Синій та жовтий кольори — кольори державного прапора України.
- Терикони — символ вугільної промисловості району.
- Колос вказує на розвиток рослинництва.
- Півень символізує птахівництво.